# Château de Laubertie
 (décembre 2017).
Si vous disposez d'ouvrages ou d'articles de référence ou si vous connaissez des sites web de qualité traitant du thème abordé ici, merci de compléter l'article en donnant les références utiles à sa vérifiabilité et en les liant à la section « Notes et références ».
Le château de Laubertie est un château qui se situe à Saint-Jory-las-Bloux, en Dordogne, en France. Le bâtiment actuel a été construit par la famille De Las Escuras de Lépine.

## Historique
C’était une famille de basse extraction. Les premières informations disponibles partent de Jean De Las Escuras, seigneur de Leyssac dont un fils Pierre De Las Escuras, avocat au parlement de Bordeaux, procureur au siège royal de Thiviers en 1730. Il se marie en 1741 avec Léonarde de Larue, seigneur de la Flamenchie. En 1742, il acquiert les seigneuries de Lépine, de Lapouyade, de Beynac (Saint Saud) et devient en 1749 comte de palatin et chevalier de Saint Jean de Latran par décret du pape. Il eut quatre enfants et décéda le 2 février 1765.
Par décret du pape Clément XIII, son fils cadet Jean Hélie De Las Escuras de Lépine, seigneur de Pouzol, écuyer, docteur en médecine, lieutenant général de police de Thiviers, est élevé à la dignité de comte palatin et chevalier de Saint Jean de Latran. Cette même distinction est accordée la même année à son frère aîné, Pierre  Hélie De Las Escuras de Lestang, seigneur de la maison noble de Beynac, procureur du roi à Thiviers.
Les autres frères fondèrent les branches de Pouzol et Lamarque.
Jean Hélie De Las Escuras de Lépine est mentionné comme un des plus gros propriétaires sur la commune de Saint-Jory-las-Bloux et possesseur du domaine de Laubertie. Cette branche des Las Escuras ne furent pas anoblis, mais ils ont un blason que l’on retrouve sur le fronton de la tour et sur la cheminée de la salle à manger
Les armes de la famille De Las Escuras de Lépine sont : de gueule au chevron d’or chargée de trois étoiles d’argent à fasce haussée de même.

## Description

### Les bâtiments existants figurant sur le plan cadastral de 1811

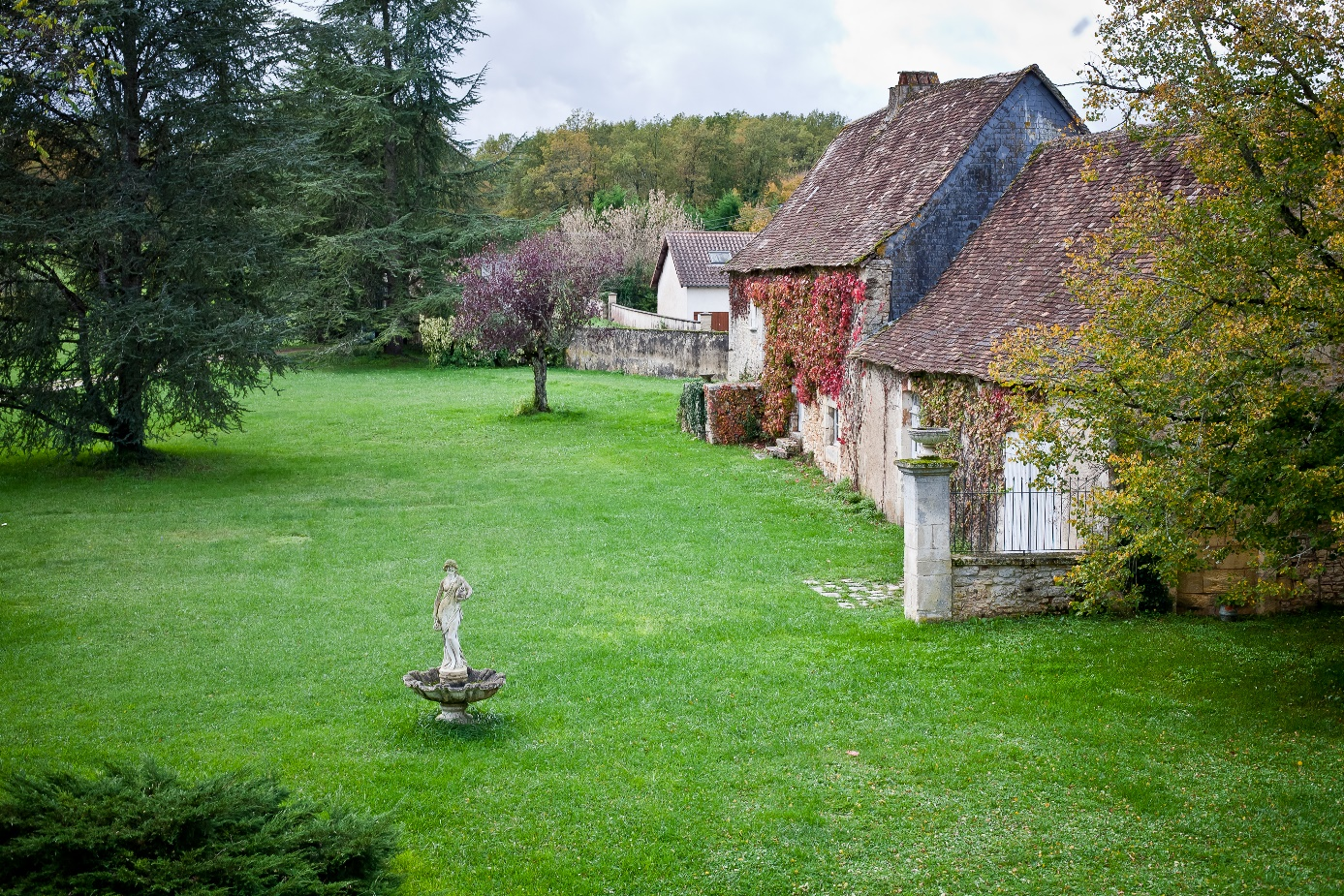
Vue des écuries.

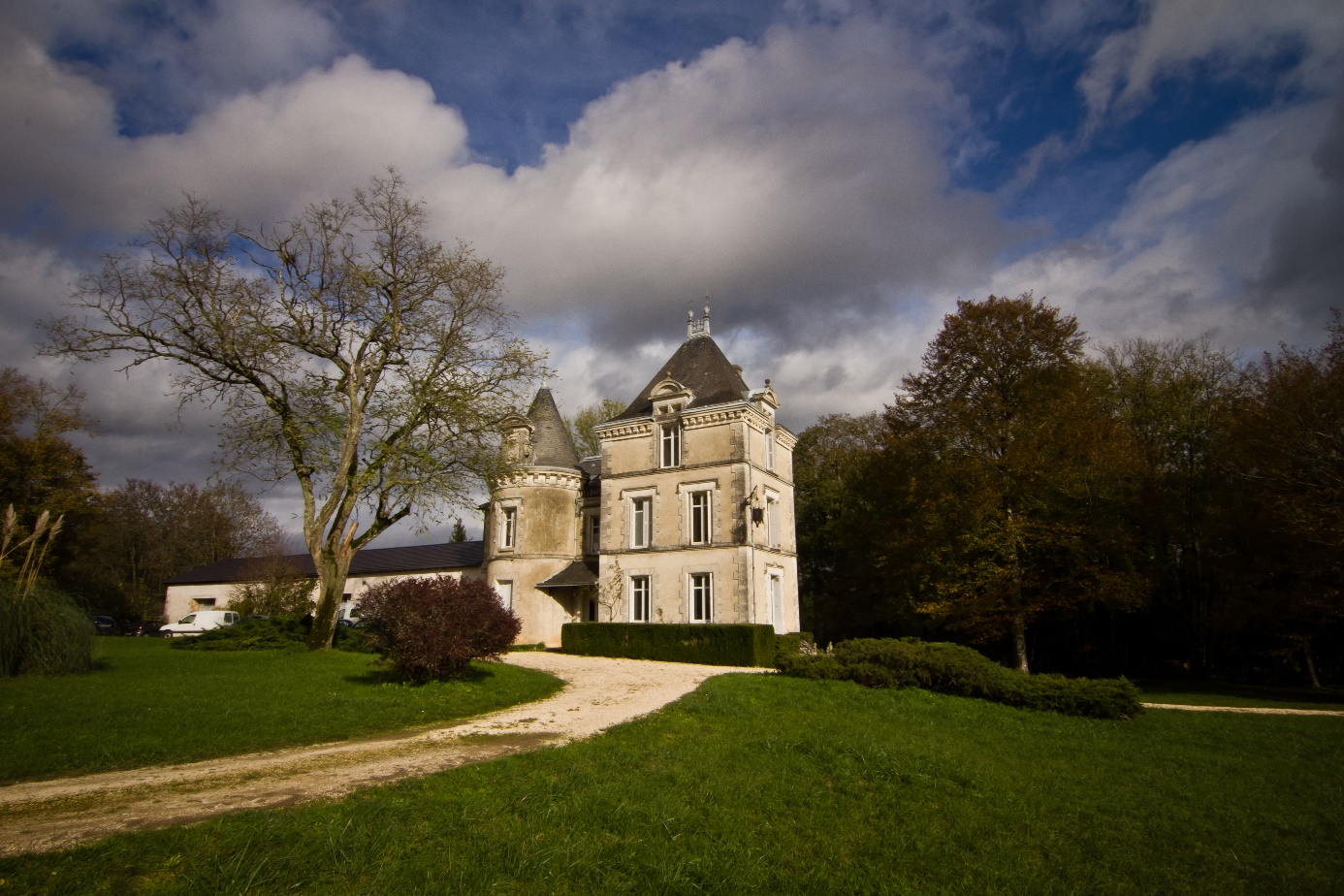
Vue arrière du château.

En face du portail d’entrée, de l’autre côté de la route se trouvait l’ancienne forge et une ferme. À 500 mètres au nord, se trouvait la ferme de Lalouvie, des pans de murs subsistent encore aujourd’hui.
Au sein de Laubertie, parallèle à la route existe une construction qui abritait une écurie et une ferme à laquelle on accède par un escalier extérieur en pierre et une pièce avec des éléments anciens, éviers, bancs de pierre, linteaux datant du Moyen Âge.
Un long bâtiment latéral, perpendiculaire à la route, mesurant 33m sur 14 m constituait un chai et une cuisine, le château ne figure pas sur le cadastre. Dans le prolongement de ce grand bâtiment, une construction sur deux niveaux qui constitue l’arrière du château actuel.

### Étapes de la construction
Les bâtiments autour du château actuel sont donc antérieurs à 1811. Au XIXe siècle, période de dynamisme agricole, la tour et la partie du sud du château (l’aile droite) ont été construites avec certainement[Interprétation personnelle ?] une modification du hall d’entrée probablement durant la première moitié du siècle.
La façade telle qu’elle apparaît aujourd’hui a débuté en 1874 comme l’atteste le saut brutal de la taxe foncière en 1877.

### Financement des travaux

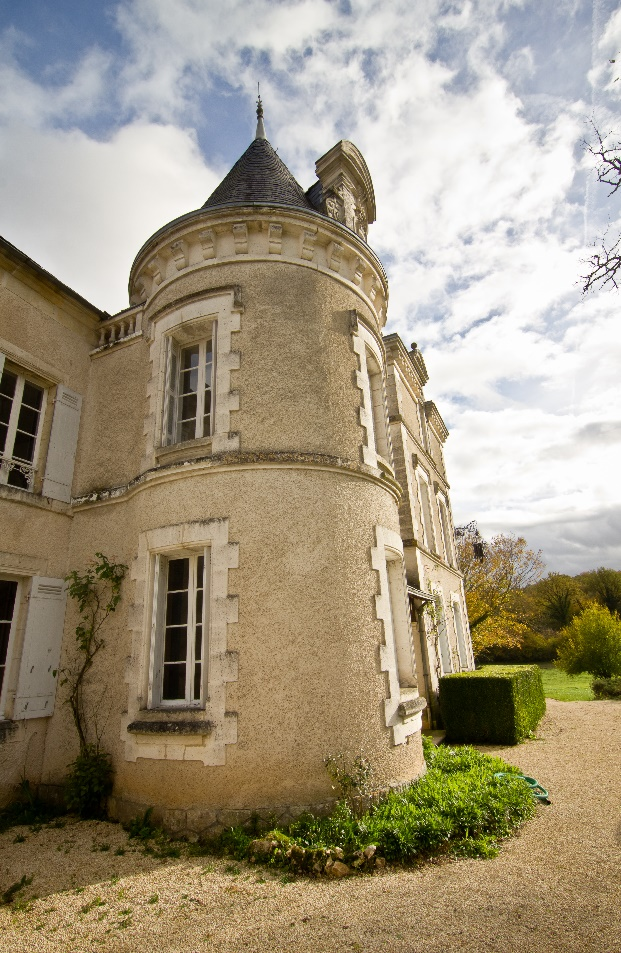
Vue de la façade.

Jean De Las Escuras de Lépine était un des plus gros propriétaires de la paroisse de Saint-Jory-las-Bloux, la propriété de Laubertie comprenait 180 hectares et comprenait à l’époque de la Révolution quatre métayers.
Le vignoble couvrait 30 hectares, implantait sur le coteau où est actuellement le bois à droite du château, des murs délimitent encore des terrasses et des pieds de vigne subsistent encore. L’ampleur du chai témoigne de l’importante activité viticole du domaine amplifié par la location de vignobles aux alentours (vignes complantées). Les vendanges duraient trois semaines et le rendement était de 16 à 18 hectolitres à l’hectare.
La production était vendue à Limoges et Bordeaux pour être exportée en Amérique. La fortune initiale des De Las Escuras de Lépine additionnée au bénéfice des métairies et du vignoble ont permis d’assumer le coût de la construction du château.

### Souterrain
Le souterrain se trouvait à l’emplacement de l’herbe de pampa existe une fosse bordée de murs et le souterrain la traverserait pour déboucher près du mur en quart de cercle à cinq mètres à gauche de la grille d’entrée.

## Habitants successifs
Le suffixe « ie », très fréquent dans cette zone nord-ouest de l’Occitanie, évoque une implantation remontant au XIe ou XIIe siècle, en ce lieu se serait installé un certain Aubert.
Plusieurs familles s’installèrent au fil des siècles :
- Les Varailhas de 1666 à 1708 ;
- Les Dussutour de 1677 à la fin du XVIIIe siècle ;
- Les Lambert de 1726 à 1807 ;
- Les Lacotte de 1799 à 1867.

La liste des citoyens actifs de la paroisse de Saint-Jory-las-Bloux entre 1790 et 1792 mentionne deux métayers du sieur Lépine, propriétaire de Laubertie, Jean Lambert et Jean dussutour plus Thommier et Jean Granger. 
Les bâtiments de Laubertie sont susceptibles d’héberger au moins quatre familles de métayers auxquels il faut ajouter la ferme isolée de Lalouvie à 500 m du château dont il ne reste que quelques murs.
Le recensement de 1886 note quatre maisons en plus du château et contiennent trois ménages (famille Viacroze, Lacote, Rebeyrol) rassemblant 18 personnes.